# Giana Mohamed Farouk
Giana Mohamed Farouk Lofty est une karatéka égyptienne née le 10 décembre 1994. 

## Carrière
Elle a remporté la médaille d'or en kumite moins de 61 kg aux championnats du monde de karaté 2014 à Brême et aux Jeux africains de 2015 à Brazzaville.
Elle remporte la médaille d'argent en moins de 61 kg aux Jeux méditerranéens de 2018.
Elle est médaillée d'or des moins de 61 kg aux Championnats d'Afrique de karaté 2018 à Kigali et médaillée de bronze de cette catégorie et par équipes aux Championnats du monde de karaté 2018 à Madrid.
Elle remporte la médaille d'or en kumite des moins de 61 kg aux Championnats d'Afrique de karaté 2019 à Gaborone.
Elle remporte la médaille de bronze des moins de 61 kg aux Jeux africains de 2019 à Rabat.